# Sophie im Schloss des Zauberers
Sophie im Schloss des Zauberers, in neueren Übersetzungen auch als Das Wandelnde Schloss bekannt, Originaltitel Howl's Moving Castle, ist ein 1986 erschienener Fantasy-Roman der britischen Schriftstellerin Diana Wynne Jones für junge Erwachsene. Das Werk wurde in Deutschland erstmals 2005 beim Carlsen Verlag in einer Übersetzung von Gabriele Haefs verlegt.
Der Feuerdämon der alten und mächtigen Hexe der Ödlande versucht aus den Körpern von dem Bruder des Königs, Prinz Justin, dem Hofmagier Suliman und dem mächtigsten Magier des Landes, Howl, den perfekten Menschen zu schaffen. Denn ein Dämon braucht einen Vertrag mit einem Menschen, dem er dienen soll, und er möchte die Hexe durch diesen neuen Menschen ablösen. Zur Erfüllung seiner Pläne verwendet er die Hexe aus der Wüste, die alle Widersacher mit Flüchen belegt. Darunter auch die Hauptprotagonistin Sophie, die mit einer anderen Person verwechselt wurde und in eine alte Frau verwandelt wird. Sie begibt sich in das Haus von Howl und soll dort den Vertrag zwischen Howl und seinem Feuerdämon, Calcifer, lösen; denn Howl und Calcifer wollen nicht so enden wie die Hexe aus der Wüste und ihre Feuerdämonin. Zusammen erleben sie innerhalb eines Jahres viele Abenteuer und können am Ende die Hexe und ihren Feuerdämon töten, den Vertrag zwischen Calcifer und Howl auflösen und die Flüche von mehreren Personen nehmen. Am Ende verlieben sich Howl und Sophie und leben glücklich bis ans Ende ihrer Tage zusammen mit dem freien Calcifer, der sich entscheidet bei ihnen zu bleiben.
Das Buch diente als Basis für den japanischen Anime Das wandelnde Schloss von Hayao Miyazaki aus dem Jahr 2004. Film und Buch weichen in der Handlung stark voneinander ab.
Am 10. November 2018 fand am Staatsschauspiel Dresden die deutschsprachige Erstaufführung statt.
Jones schrieb noch zwei Fortsetzungen der Geschichte (die sogenannte Howl-Saga). Im Jahr 1990 erschien der zweite Band Castle in the Air (dt. Ziemlich viele Prinzessinnen, 2003) und 2008 der dritte Band House of Many Ways. Der Knaur-Verlag brachte 2019 eine Neuauflage des ersten Bandes unter dem Titel Das wandelnde Schloss heraus. 2020 folgte der zweite Band Palast im Himmel und 2021 erstmals in deutscher Übersetzung der dritte Teil Das Haus der tausend Räume.
Für die Idee bedankte sich Jones „sehr“ bei „einem Jungen in einer Schule, die ich besuchte“, dessen Namen sie zwar notiert, aber verloren und vergessen hatte. Er hatte „mich gebeten, ein Buch mit dem Titel The Moving Castle zu schreiben“.

## Handlung
Die 18-jährige Sophie Hatter ist die älteste von drei Schwestern und lebt in Market Chipping, einer Stadt im magischen Königreich Ingary, in der Märchentropen zum Alltag gehören, einschließlich der Tatsache, dass die älteste von drei Schwestern niemals Erfolg haben wird. Sophie, die Älteste, hat sich damit abgefunden, den Hutladen der Familie zu führen. Ohne es zu ahnen, ist sie in der Lage, Gegenständen Leben einzuhauchen. Als die mächtige Hexe des Ödlands sie als Bedrohung ansieht, sie verwechselt Sophie dabei mit ihrer jüngeren Schwester und angehenden Hexe Lettie, und sie in ein altes Weib verwandelt, verlässt Sophie den Laden und findet Arbeit als Putzfrau für den berüchtigten Zauberer Howl. Sie geht einen Handel mit Howls Feuerdämon Calcifer ein: Wenn sie den Vertrag zwischen Howl und Calcifer bricht, wird Calcifer ihr ihre ursprüngliche jugendliche Gestalt zurückgeben. Ein Teil des Vertrages sieht jedoch vor, dass weder Howl noch Calcifer die Hauptklausel preisgeben dürfen, so dass Sophie sie selbst herausfinden muss.
Sophie erfährt, dass Howl, ein egozentrischer und wankelmütiger, aber letztlich gutmütiger Mensch, bösartige Gerüchte über sich verbreitet, um sich vor Arbeit und Verantwortung zu drücken. Die Tür zu seinem Schloss ist in Wirklichkeit ein Portal, das sich zu vier Orten öffnet: Market Chipping, die Küstenstadt Porthaven, die königliche Hauptstadt Kingsbury und Howls Jugendhaus in Wales, wo er Howell Jenkins genannt wurde. Howls Lehrling Michael Fisher kümmert sich um die alltäglichen Angelegenheiten von Howls Unternehmen, während Howl seinen ständig wechselnden Geliebten nachstellt.
Als Prinz Justin, der jüngere Bruder des Königs, auf der Suche nach dem Zauberer Suliman verschwindet, beauftragt der König Howl, die beiden zu finden und die Hexe aus dem Ödland zu töten. Howl hat jedoch seine eigenen Gründe, die Hexe zu meiden: Die Hexe, eine sitzen gelassene frühere Geliebte, hat einen dunklen Fluch auf ihn gelegt. Es gelingt ihm, ihr aus dem Weg zu gehen, bis sie Sophie in eine Falle lockt. In dem Glauben, die Hexe habe Howls derzeitige Geliebte, Miss Angorian, entführt, geht Sophie los, um sie zu retten, und wird von der Hexe gefangen genommen. Howl verbringt jeden Tag Stunden im Badezimmer, um sich für die Mädchen hübsch zu machen; Michael hatte gesagt, dass der Tag, an dem er das nicht mehr tut, der Tag ist, an dem Michael glauben wird, dass Howl wirklich verliebt ist. Als Howl also unrasiert und unordentlich zur Rettung von Sophie kommt, beweist er damit seine Liebe zu ihr. Er tötet die Hexe und enthüllt, dass Miss Angorian in Wirklichkeit der verkleidete Feuerdämon der Hexe war. Der Feuerdämon hatte die Kontrolle über die Hexe übernommen und versuchte, durch die Verschmelzung von Zauberer Suliman und Prinz Justin einen „perfekten Menschen“ zu schaffen. Das Ganze sollte durch die Hinzufügung von Howls Kopf vervollständigt werden.
Im Schloss nimmt Miss Angorian Calcifer in die Zange, um Howls Herz zu erobern. Howl hatte sein Herz Calcifer geschenkt. Dies war der Vertrag zwischen den beiden: Das Herz hielt Calcifer am Leben, und im Gegenzug stellte Calcifer seine Magie in den Dienst von Howl. Sophie nutzt ihre Fähigkeit, Dinge zum Leben zu erwecken, um Calcifer zu befreien und bricht damit den Vertrag zwischen ihm und Howl. Mit seinem wiederhergestellten Herzen vernichtet Howl den Feuerdämon der Hexe und befreit Suliman und Justin. Calcifer bricht, wie versprochen, Sophies Bann und sie kehrt in ihr richtiges Alter zurück. Howl hatte schon früh erkannt, dass Sophie unter einem Bann stand, und heimlich versucht, den Fluch aufzuheben. Als er damit scheiterte, dachte er, dass Sophie es einfach genoss, „verkleidet“ zu sein.
Calcifer kehrt zurück und zieht es vor, bei Howl zu bleiben. Sophie und Howl geben zu, dass sie sich lieben, als Howl ihnen vorschlägt, für immer glücklich zu leben.

## Schauplätze

### Ingary
Der größte Teil des Romans spielt in einer fiktiven Monarchie, Ingary, deren Hauptstadt Kingsbury ist. Ein Großteil des südöstlichen Ingarys ist eine raue Wildnis, die als „The Waste“ bezeichnet wird. Ingary grenzt im Osten an Strangia und im Süden an die Sultanate von Rashpuht. In der Mitte des Romans erwähnt der König von Ingary, dass Ingary wahrscheinlich bald sowohl von Strangia als auch von Hochnorland angegriffen werden wird.
Vor dem Umzug wandert die Burg über die Hügel zwischen Market Chipping und Upper Folding im Norden. Howls Haus befindet sich in Wirklichkeit in einem Küstenort namens Porthaven; Howl bewohnt auch einen getarnten Stall in Kingsbury. Das elfte Kapitel spielt in Wales. Nach dem Umzug liegt das Schloss am Rande der Wüste, und Howl wird in das Haus von Sophies Kindheit in Market Chipping verlegt; außerdem bewohnen sie ein großes, aber verfallenes Herrenhaus in Vale End (das im selben Tal wie Market Chipping liegt).

### Howls bewegliches Schloss
Howls Schloss ist ein hohes, schwarzes Gebäude mit vier dünnen schwarzen Türmchen. Es scheint aus Kohleblöcken zu bestehen (ein geeigneter Lebensraum für einen Feuerdämon) und ist „bespannt, um zusammenzuhalten“. Von außen scheint es vier Türen zu haben, von denen allerdings drei durch eine unsichtbare Wand unzugänglich gemacht werden.
Das Innere des Schlosses besteht aus dem Haus, in dem Calcifer wohnt, also zunächst aus Howls Haus in Porthaven, dann aus dem Haus neben dem Hutladen in Market Chipping nach dem Umzug in Kapitel 17. Mit einem „quadratischen Holzknauf über der Tür, der in den Türsturz eingelassen ist und auf dessen vier Seiten jeweils ein Farbklecks zu sehen ist“, kann man die Tür zu vier verschiedenen Orten öffnen. Anfangs sind diese Orte: das bewegliche Schloss in den Hügeln oberhalb von Market Chipping (grün); in Porthaven (blau); in Kingsbury (rot); und in Wales (schwarz). Nachdem Howl jedoch gezwungen ist, sich zu verstecken, ändert er die Ziele der Tür: in Market Chipping (gelb); in Vale End (orange); in einem Garten in der Einöde (violett); und in Wales (schwarz).
Vor dem Umzug blicken das Fenster über der Werkbank und das Fenster in Michaels Vorzimmer auf Porthaven. Danach blickt das Fenster im Erdgeschoss auf eine Straße in Market Chipping. Das Fenster in Howls Schlafzimmer blickt auf den Garten seiner Schwester in Wales.

## Charaktere

### Sophie Hatter
Sophie Hatter, die älteste der Hatter-Schwestern (18), hat rotes Haar und ist ziemlich hübsch, obwohl sie sich selbst nicht als solche wahrnimmt. Mit wachsendem Selbstbewusstsein wird sie immer hübscher. Während das Leben ihrer Geschwister abenteuerlich und aufregend wird, findet sie sich damit ab, den alten Hutladen ihres Vaters zu führen, denn das ist ihr „Schicksal“ als älteste Schwester. Eines Tages verwechselt die Hexe aus dem Niemandsland Sophie mit Lettie und verwandelt sie in eine alte Frau. Sophie verlässt den Laden und wird Putzfrau in Howls Schloss, in der Hoffnung, dass er den Fluch, den die Hexe über sie verhängt hat, aufheben kann. Im Laufe der Geschichte beginnt sie, sich in Howl zu verlieben, obwohl sie ihr Bestes tut, um es zu verleugnen. Als Howl beginnt, Miss Angorian den Hof zu machen, ist Sophie verletzt.
Obwohl Sophie anfangs zurückhaltend und wenig selbstbewusst ist, erweist sie sich nach ihrer Verwandlung in eine alte Frau als willensstark und hat weniger Angst vor dem, was andere von ihr denken. Sophie ist pflichtbewusst, freundlich und rücksichtsvoll, neigt aber auch zu impulsivem Handeln und hat oft ein schlechtes Gewissen, wenn sie etwas falsch macht, obwohl ihre Versuche, die Dinge zu berichtigen, meist katastrophal sind. Sie kann temperamentvoll und streitsüchtig sein. Sie besitzt eine gewisse Magie – sie kann Gegenstände zum Leben erwecken, indem sie einfach mit ihnen spricht, auch wenn sie sich ihrer Fähigkeiten zunächst nicht bewusst ist.

### Zauberer Howl
Zauberer Howl (27) ist ein geheimnisvoller, zurückgezogen lebender Zauberer mit einem schlechten Ruf. Er ist unter einer Reihe von Decknamen bekannt; von Geburt an heißt er Howell Jenkins, aber in Porthaven nennt er sich „Zauberer Jenkin“ und in Kingsbury „Howl Pendragon“. Als Howl jung war, schenkte er Calcifer sein Herz, damit der Feuerdämon weiterleben konnte, weil er Mitleid mit ihm hatte – es wird angedeutet, dass dies seine Menschlichkeit etwas geschwächt hat und weiter schwächen wird, bis er wie die Hexe aus dem Niemandsland enden wird. Er ist 27 Jahre alt (er sagt, dass er bald 10.000 Tage alt sein wird, was Teil des Fluchs der Hexe ist) und dafür bekannt, „böse“ zu sein. Er kommt aus Wales, einem Land, das den meisten im Buch unbekannt ist, und seine Familie weiß nichts von seinen Aktivitäten in Sophies Welt oder von deren Existenz; seine Schwester ist verärgert über sein Verschwinden, aber er besucht sie oft, wenn er Probleme hat. Er gesteht Sophie, dass er ein echter Feigling ist und dass er sich nur dazu bringen kann, etwas zu tun, was er nicht will, indem er sich einredet, dass er es nicht tun wird.
Trotz seines Rufs ist Howl in Wirklichkeit ein liebenswerter, charmanter Mann, der intelligent und rücksichtsvoll ist, wenn auch manchmal etwas selbstgefällig, unehrlich und unvorsichtig. Er genießt es, sich aus unangenehmen Situationen „herauszuschleichen“, oft auf komische Art und Weise. Trotz seiner Feigheit ist er ein unglaublich mächtiger Zauberer, der es mit der Hexe aus dem Niemandsland aufnehmen kann und nur deshalb nicht als solcher bekannt ist, weil er die Arbeit vermeiden will, die mit dem Respekt einhergeht. Seine Verbindung mit Calcifer verstärkt seine Kräfte.
Howl ist groß und höflich, färbt sich gern die Haare und trägt beeindruckende Anzüge. Jeden Morgen verbringt er mindestens zwei Stunden im Badezimmer. Calcifer beschreibt ihn als „eitel für einen einfachen Mann mit schlammfarbenen Haaren“. Seine Eitelkeit führt dazu, dass er hysterische Anfälle bekommt, wenn Sophie sich an seinen Kleidern oder Tränken zu schaffen macht. Howl ist nicht von Natur aus schön, aber er hat Charme, sowohl im wörtlichen als auch im übertragenen Sinne. Er ist dem byronischen Helden nachempfunden.

### Calcifer
Calcifer ist Howls ansässiger Feuerdämon. Als Ergebnis einer geheimnisvollen Abmachung mit Howl vor einigen Jahren erklärt er sich bereit, das Schloss zu heizen und mit Energie zu versorgen. Obwohl er an den Herd gebunden ist, verfügt er über eine große Menge an Magie. Er verspricht, seine Magie einzusetzen, um den Fluch auf Sophie zu brechen, wenn sie den Vertrag zwischen ihm und Howl bricht. Howl bezeichnet Calcifer als „seinen schwächsten Punkt“, denn Calcifer würde keinen anderen Dämon verraten, wenn dieser das Schloss betritt, selbst wenn er feindliche Absichten hätte. Howls Aussage ist jedoch in mehr als einer Hinsicht wahr.
Calcifer ist zwar mächtig, kann aber genauso feige sein wie Howl, da er lieber vor der Hexe wegläuft, als sie zu bekämpfen. Allerdings kämpft er, genau wie Howl, wenn es nötig ist. Er ist auch ziemlich mürrisch und ein wenig gemein, was daher rührt, dass er über fünf Jahre lang an den Herd im fahrenden Schloss gebunden war. Er hat eine natürliche Angst vor Wasser und macht sich häufig Sorgen, dass ihm die Holzscheite ausgehen, die eigentlich seine Nahrung sind. Sophie scheint die Einzige zu sein, die ihn zu etwas zwingen kann, was er nicht tun will, eine Eigenschaft, die sie auch auf Howl und in geringerem Maße auch auf Michael überträgt.
Er ist auch der erste, der Sophies unglaubliche Fähigkeit erkennt, die Welt um sie herum zum Leben zu erwecken. Das ist der Grund, warum er sie überhaupt ins Schloss gelassen hat und so erpicht darauf war, eine Abmachung mit ihr zu treffen – wenn irgendjemand außer ihr den Vertrag brechen würde, den er mit Howl geschlossen hatte, dann würde Calcifer sterben. Glücklicherweise gelingt es ihr, ihn zum Leben zu erwecken, und er überlebt den Verlust von Howls Herz und beschließt sogar, nach seiner Befreiung weiter bei ihnen zu leben. Trotz seiner Bedenken ist Calcifer die scharfsinnigste und intelligenteste Figur in der Burg, die immer wieder kluge Andeutungen darüber macht, dass Howl „herzlos“ ist (was er sowohl im wörtlichen als auch im übertragenen Sinne verwendet), und nicht zögert, Hinweise auf Howls launische Natur zu geben.
Calcifers Aussehen wird mit einem dünnen blauen Gesicht, einer dünnen blauen Nase, lockigen grünen Flammen als Haare und Augenbrauen, einem violetten Flammenmund und wilden Zähnen beschrieben. Seine Augen werden als orangefarbene Flammen mit violetten Pupillen beschrieben. Er hat keinen erkennbaren Unterkörper.

### Die Hexe aus dem Niemandsland
Die Hexe aus dem Niemandsland ist eine der mächtigsten Magierinnen in ganz Ingary. Fünfzig Jahre vor Beginn der Geschichte wurde sie vom verstorbenen König in die Wüste verbannt, weil sie im Land für Unruhe sorgte. Sie und Howl hatten eine kurze Beziehung (während sie als schöne junge Frau verkleidet war), die dazu führte, dass er sie überstürzt verließ. Darüber verärgert, verfluchte die Hexe Howl, so dass er nach einer Reihe von unwahrscheinlichen Ereignissen zur Hexe zurückkehren musste. Außerdem belegt sie Sophie zu Beginn der Geschichte mit einem Fluch, der sie in ein altes Weib verwandelt. Es stellt sich auch heraus, dass die Hexe einen vermeintlich perfekten Mann aus den Teilen des Zauberers Suliman und des Prinzen Justin erschaffen hat, um den Körper mit Howls Kopf zu vervollständigen und den Mann zum König von Ingary und sich selbst zur Königin zu machen. Am Ende des Buches wird sie von Howl getötet.

### Andere Charaktere
- Michael Fisher ist Howls 15-jähriger Lehrling. Er lebte ursprünglich in Porthaven, bis seine Eltern starben und ihn als Waise zurückließen. Er musste sein Haus verlassen, weil er die Miete nicht mehr bezahlen konnte, und schlief vor Howls Tür. Howl fand ihn dort eines Morgens und sagte ihm, er solle drinnen bleiben, während er hinausging. Michael begann, mit Calcifer zu sprechen, und er glaubt, dass Howl davon beeindruckt war, als er zurückkam. Howl sagte ihm nicht, er solle bleiben, aber er sagte ihm auch nicht, er solle gehen, und so begann Michael aus eigenem Antrieb zu helfen. Schließlich wurde er Howls Lehrling, und er tut sein Bestes, um sicherzustellen, dass Howl nicht das ganze Geld ausgibt. Er geht oft zu Cesari's, einer Bäckerei in Market Chipping, wo er Kuchen und andere Backwaren kauft. Dort lernt er Martha kennen und verliebt sich in sie. Später erfährt Sophie, dass sie Michael am Maifeiertag im Cesari's gesehen hat, bevor sie von der Hexe aus dem Ödland verflucht wurde. Sophie beschreibt ihn als „einen netten Jungen, aber ein bisschen hilflos in einer Krise“. Er ist recht nett und geduldig, aber nicht ganz so schnell wie Howl, weshalb Mrs. Pentstemmon sagt, er sei „nicht klug genug, um ihr Sorgen zu bereiten“.

- Lettie Hatter ist die siebzehnjährige Schwester von Sophie. Sie gilt als die schönste der drei Hutmacher-Schwestern und hat dunkles Haar und blaue Augen. Ursprünglich ist sie Lehrling bei Cesari's, einer Konditorei in Market Chipping, aber weil sie Magie lernen möchte, tauschen sie und Martha mit Hilfe eines Zaubers, der ihr Aussehen vorübergehend verändert, die Plätze. Lettie, eine starke junge Frau, findet Gefallen an einem streunenden Hund, bei dem es sich in Wirklichkeit um den besessenen Zauberer Suliman handelt. Als sie herausfindet, dass Sophie besiegt wurde und in Howls Schloss lebt, schickt sie den Hund, um Sophie vor Howls Zauber zu schützen. Howl versucht, Lettie zu umwerben, aber als er herausfindet, dass Lettie die Schwester der verzauberten Sophie ist, beginnt er stattdessen, Lettie Fragen über Sophie zu stellen. Am Ende des Romans wird sie von Ben Sullivan als Lehrling aufgenommen, wobei eine romantische Beziehung angedeutet wird.

- Martha Hatter ist Sophies jüngste Schwester und wird für die klügste der drei gehalten. Sie ist schlank und blond mit großen grauen Augen. Fanny arrangiert, dass sie Mrs. Fairfax’ Lehrling wird, obwohl Martha und Lettie vorübergehend die Plätze tauschen. Martha arbeitet glücklich als Lehrling bei Cesari's, einer renommierten Konditorei, und ihr Ziel ist es, zu heiraten und zehn Kinder zu haben. Sie liebt Michael Fisher. Als Howl beklagt, dass er Lettie Hatter liebt, eilt Michael zu Cesari's, um zu erfahren, ob Martha, die immer noch als Lettie verkleidet ist, von Howl umworben worden ist. Martha versichert ihm, dass sie Howl nie getroffen hat, und Michael weiß, dass sie nicht lügt, weil sie „die ganze Zeit Däumchen gedreht hat“, und das tut sie nur, wenn sie lügt.
- Fanny Hatter ist die zweite Frau von Herrn Hatter. Früher war sie die jüngste und hübscheste Verkäuferin im Hutgeschäft. Sie ist die Mutter von Martha und ist zu allen drei Mädchen freundlich. Als sie verwitwet ist, übernimmt sie den Hutladen und gibt Lettie und Martha eine vielversprechende Lehrstelle, während sie Sophie als Hutschneiderin behält. Kurz nach Sophies Verschwinden heiratet sie einen wohlhabenden Mann, Mr. Sacheverell Smith (möglicherweise dank eines Hutes, den Sophie verzaubert hat), zieht in ein herrschaftliches Haus in Vale End und verkauft den Hutladen an Howl. Sie macht sich weiterhin Sorgen um Sophie, die auf mysteriöse Weise verschwunden ist, und ist erleichtert und glücklich, als sie sich wiedersehen.
- Der König von Ingary beauftragt Howl mit der Herstellung von Transportzaubern. Als die Hexe aus dem Niemandsland seine kleine Tochter Valeria bedroht, schickt er Suliman, den königlichen Zauberer, in das Niemandsland, um mit der Hexe fertig zu werden. Als der Bruder des Königs auf der Suche nach dem Zauberer Suliman verschwindet, bittet er Howl, die verschwundenen Männer zu suchen und die Hexe aus dem Niemandsland loszuwerden. Daraufhin ernennt er Howl zum königlichen Zauberer, was zu einer schlechten Stimmung im Haushalt des fahrenden Schlosses führt.
- Prinz Justin ist der jüngere Bruder des Königs von Ingary. Durch Sulimans Verschwinden beunruhigt, macht er sich auf die Suche nach ihm, nur um selbst zu verschwinden. Der König von Ingary beschreibt Justin als brillanten General. Da sowohl von Strangia als auch von Hochnorland aus ein Krieg droht, wird der König von Ingary unruhig und drängt darauf, dass Prinz Justin gefunden wird.
- Mrs. Penstemmon ist eine großartige, begabte alte Hexe. Sie unterrichtete Mrs. Fairfax, Suliman und schließlich Howl; sie wird auch als Lehrerin von Matilda, der Hexe von Montalbino, im Haus der vielen Wege erwähnt. Sie ist stolz auf Howls Talent und möchte, dass er ein guter Mensch wird, aber sie ist besorgt, dass er denselben Weg einschlägt wie die Hexe aus dem Niemandsland. Als Sophie sie besucht und vorgibt, Howls Mutter zu sein, ermutigt Mrs. Penstemmon Sophie, den Vertrag zwischen Howl und Calcifer zu brechen. Sie erkennt Sophies magische Gabe und sieht sofort, dass sie verflucht ist, kann aber den Bann der Hexe nicht aufheben. Als sie sich weigert, der Hexe den Aufenthaltsort von Howl zu verraten, wird sie von der Hexe aus der Wüste getötet.
- Zauberer Suliman ist der königliche Zauberer und persönliche Berater des Königs von Ingary. Er stammt wie Howl ursprünglich aus Wales, wo er als Benjamin Sullivan bekannt war. Er war der vorletzte Schüler von Mrs. Penstemmon. Als die Hexe die junge Tochter des Königs von Ingary bedroht, wird er vom König in die Wüste geschickt. Dort fängt er an, Büsche und Blumen zu züchten, um ihre Macht zu verringern, aber die Hexe erwischt ihn. Er projiziert den größten Teil seiner Magie auf eine Vogelscheuche, der Sophie Leben einredet. Die Hexe zerlegt ihn in seine Einzelteile und verkauft seinen Schädel und seine Gitarre. Sie setzt seinen Körper mit Teilen von Prinz Justin (vor allem dem Kopf) wieder zusammen und nennt ihn Gaston. Sie benutzt ihn, um etwas über Wales herauszufinden, um an Howl heranzukommen, dann verzaubert sie ihn mit einem Zauber, der ihn in einen Hund verwandelt. Calcifer vermutet, dass einer seiner Decknamen Percival ist. Er nimmt Lettie als Lehrling auf, weil er mindestens so willensstark ist wie sie.
- Mrs. Annabel Fairfax ist eine Hexe, eine ehemalige Schülerin von Mrs. Penstemmon. Die Witwe wohnt in Upper Folding und ist eine Freundin von Fanny. Sie ist „eine mollige, bequeme Dame mit butterfarbenen Haarbüscheln“. Sie ist gesprächig und verwendet selbstgemachten Honig für ihre Zaubersprüche. Sie findet schnell heraus, dass Martha und Lettie die Plätze getauscht haben, nimmt Lettie aber trotzdem als Lehrling an und ermutigt sie, Howls Avancen anzunehmen und seine Schülerin zu werden, obwohl Lettie sich schließlich für Suliman entscheidet. Obwohl sie es versucht, ist sie nicht in der Lage, den Fluch, der auf Percival lastet, aufzuheben.
- Lily Angorian ist eine attraktive Lehrerin in Wales, die behauptet, die Verlobte von Benjamin Sullivan zu sein. Als solche weigert sie sich, Howl den Hof zu machen, obwohl Sophie zu der Überzeugung gelangt, dass Howl in sie vernarrt ist. Später stellt sich heraus, dass sie der Feuerdämon der Witch of Waste ist und versucht, Howls Herz zu erobern, als die Witch of the Waste getötet wird. Mit der Zerstörung des Herzens der Hexe wird auch sie getötet.
- Percival ist anfangs der Lakai der Hexe, der aus Suliman und Justin konstruiert wurde, obwohl sie ihn „Gaston“ nennt, aber sie verflucht ihn später, ein Hund zu sein. Aus diesem Grund wird er „Hundemensch“ genannt, bevor sein Name enthüllt wird. Er kann sich kurzzeitig in einen Menschen verwandeln, schafft es aber kaum, ein paar Sätze zu sagen, bevor er sich wieder in einen Hund verwandelt, allerdings immer in eine andere Rasse als zuvor. In Menschengestalt ist er ein nervöser rothaariger Mann mit einem zerknitterten braunen Anzug. Er war eine kurze Zeit lang bei Lettie und Mrs. Fairfax, bevor er zu Sophie geschickt wurde. Als er und Lettie sich später treffen, scheinen sie sich gut zu verstehen.

## Themen
In Howl's Moving Castle werden mehrere Themen behandelt, darunter Schicksal, Jugend, Mut und Liebe. Die ersten beiden sind für Sophies Entwicklung von zentraler Bedeutung. Schon früh glaubt sie, dass sie zum Scheitern verurteilt ist, weil sie die Älteste von drei Schwestern ist. Dies steht im Gegensatz zu Howl, der sich als Herr seines eigenen Schicksals sieht und sich nicht darum schert, was die Gesellschaft von ihm denkt oder was ihre Konventionen verlangen. Sophies selbst empfundenes Scheitern spiegelt sich in dem Zauber der Hexe aus dem Niemandsland wider, der sie äußerlich alt und stumpf werden lässt.

## Anspielungen und Verweise auf andere Werke
Der Roman enthält zahlreiche Anspielungen auf andere Werke der Literatur.
Zweimal wird auf John Donne angespielt, das erste Mal in Kapitel 10, als Heul sich auf die erste Zeile von John Donnes Gedicht The Sun Rising bezieht und sagt: „Busy old fool, unruly Sophie“. In Kapitel 11 nimmt Howl erneut Bezug auf Donne, als Miss Angorian aus seinem Gedicht Song: „Goe and catche a falling starre“ liest. Das Gedicht dient auch als Inspiration für die Bedingungen von Howls Fluch.
In Kapitel 11 befindet sich an Megans Haus ein Schild mit der Aufschrift "Rivendell", dem "letzten heimeligen Haus" in J. R. R. Tolkiens Der Herr der Ringe. In Kapitel 12 gibt es eine Anspielung auf Alices Abenteuer im Wunderland, als Howl zu Sophie sagt: "Wir können nicht alle verrückte Hutmacher sein." In Kapitel 17 bezieht sich Howl auf Hamlet, wenn er "Ach, der arme Yorick!" und "Sie hörte Meerjungfrauen, also ist etwas faul im Staate Dänemark" zitiert. Ich habe einen ewigen Schnupfen, aber zum Glück bin ich furchtbar unehrlich. Daran halte ich mich fest"; eine weitere Hamlet-Anspielung findet sich zu Beginn des 11. Kapitels, in dem das Nichts im Tor zu Wales als "doch nur ein Zoll dick" bezeichnet wird.
Die Namen von Sulimans Pseudonym Percival und von Howls Schwager Gareth sind zwei der Ritter der Tafelrunde, während Howls Pseudonym Pendragon von König Artus’ Nachnamen abgeleitet ist. Der Name der Witch of the Waste ist möglicherweise ein Wortspiel mit der Hexe des Westens aus dem Roman Der Zauberer von Oz und dem nachfolgenden Film.
Ein traditionelles walisisches Volkslied, Sosban Fach, wird im Roman mehrmals als „Calcifers albernes Kochtopflied“ bezeichnet.

## Verfilmung
Der Roman wurde 2004 als Zeichentrickfilm verfilmt. Autor und Regisseur war Hayao Miyazaki, Produzent das Studio Ghibli. Der Film wurde von der Kritik hoch gelobt, brach in Japan die Kassenrekorde und wurde für den Academy Award für den besten animierten Spielfilm nominiert.

## Auszeichnungen und Nominierungen
1986 war „Howl's Moving Castle“ einer der beiden Zweitplatzierten des jährlichen Boston Globe-Horn Book Award in Fiction, hinter „In Summer Light“ von Zibby Oneal.[3] Außerdem wurde es in diesem Jahr zu einem der ALA Notable Books for Children ernannt.
Jones and Howl wurde 2006 mit dem Phoenix Award der Children’s Literature Association ausgezeichnet, der das beste Kinderbuch prämiert, das zwanzig Jahre zuvor veröffentlicht wurde und keinen großen Preis gewonnen hat. Die Anspielung auf den mythischen Vogel Phönix, der aus seiner Asche wiedergeboren wird, deutet auf den Aufstieg des preisgekrönten Buches aus der Bedeutungslosigkeit hin.

## Ausgaben
- Diana Wynne Jones: Sophie im Schloß des Zauberers. Carlsen, Hamburg 2005, ISBN 3-551-55322-X.
- Diana Wynne Jones: Sophie im Schloss des Zauberers.  Carlsen, Hamburg 2008, ISBN 978-3-551-35694-9.
- Diana Wynne Jones: Das wandelnde Schloss. 5. Auflage. Knaur TB, 2019, ISBN 978-3-426-52538-8.